# Жарко Михајловић
Жарко Михајловић (Неузина, 4. март 1920 — Београд, 16. септембар 1986) био је југословенски и српски фудбалски тренер и фудбалер.
Кроз своју каријеру тренирао је клубове као што су ФК Црвена звезда, ФК Фенербахче, ФК Етникос Пиреус, ФК ПАОК, ФК Доха Драма, ФК Аполон Понто, СК Каршијака, ОФК Београд и клуб Ал Кадисија. Године 1966. био је тренер фудбалске реперезентације Турске.
У периоду од 1951–1953. године, тренирао је Црвену звезду која је тада узела прве две титуле државног првака у њеној историји.
Пре почетка тренерске каријере, играо је за ОФК Београд.